# Grand Prix automobile d'Espagne 1951
GP précédent GP suivant
Le Grand Prix automobile d'Espagne 1951 (XI° Gran Premio de España), disputé le 28 octobre 1951 sur le circuit de Pedralbes, est la quinzième épreuve du championnat du monde de Formule 1 courue depuis 1950 et la huitième et dernière manche du championnat 1951.

## Contexte avant le Grand Prix

### Le championnat du monde
Cette dernière épreuve de la saison est décisive pour l'attribution du titre mondial. Logiquement, c'est entre l'Argentin Juan Manuel Fangio (Alfa Romeo) et l'Italien Alberto Ascari (Ferrari) que le championnat doit se jouer. Avec 
27 points et deux victoires, Fangio a un léger avantage sur Ascari (25 points et deux victoires également), mais il faut considérer que seuls les quatre meilleurs résultats seront retenus; pour simplifier, celui des deux qui l'emportera ici sera sacré champion du monde, quel que soit le résultat de son adversaire. Même si ses chances sont minimes, le coéquipier d'Ascari José Froilán González (vainqueur en Grande Bretagne) peut également être sacré, mais il lui est impératif de gagner cette course et qu'aucun des deux leaders ne termine second.

Durant six semaines, l'équipe Alfa Romeo, battue par Ferrari lors des trois dernières épreuves de championnat, a accompli un énorme travail de préparation en vue de ce dernier round : les quatre voitures engagées bénéficient toutes des dernières évolutions (pont de Dion, moteur amélioré, châssis renforcé, gros réservoirs), et ont effectué plusieurs courses d'entraînement à Monza. Si l'équipe de mécaniciens semble fatiguée, l'ingénieur Colombo semble satisfait de la préparation des monoplaces, et l'échec de la précédente course (le Grand Prix d'Italie où trois des quatre voitures avaient dû renoncer sur casse mécanique) semble oublié.

La Scuderia Ferrari, forte de ses derniers succès et de sa connaissance du circuit (l'année précédente, hors-championnat, Ascari avait donné ici même sa première victoire à la 375 F1, lors du Grand Prix de Penya-Rhin), est quant à elle confiante dans la supériorité en course de sa monoplace.

### Le circuit
Utilisé pour la première fois en 1946 à l'occasion du huitième Grand Prix de Penya Rhin, le circuit de Pedralbes est tracé dans les faubourgs ouest de Barcelone. Empruntant de larges avenues, composé de longues lignes droites et de courbes ouvertes, il est nettement plus rapide que les traditionnels circuits urbains. D'un développement initial d'environ quatre kilomètres et demi, il fut modifié à l'occasion du Grand Prix de Penya Rhin 1950, sa longueur totale étant augmentée de près de deux kilomètres. Le revêtement est relativement ondulé, et certains secteurs du circuit sont pavés. Inchangé en 1951, ce tracé accueille pour la première fois une épreuve du championnat du monde. Vainqueur en 1950 sur Ferrari 375 F1, Alberto Ascari détient le record de la piste à 156,8 km/h de moyenne.

## Monoplaces en lice
- Alfa Romeo 159 "Usine"

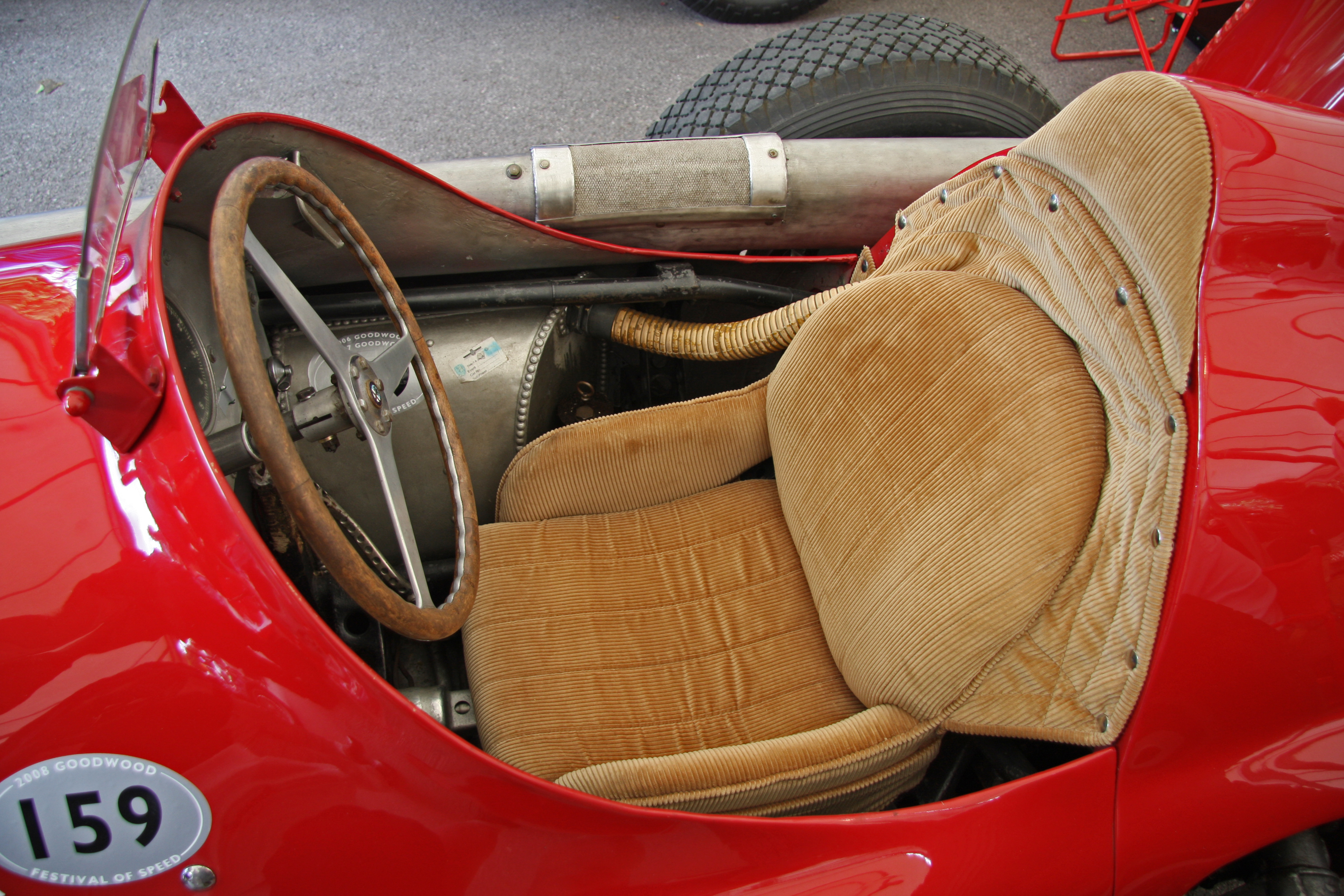
Le poste de pilotage de l'Alfetta.

Quatre Alfetta en configuration 159M (430 à 435 chevaux au banc, châssis renforcé, pont de Dion) ont été engagées par la marque, pour Juan Manuel Fangio, Giuseppe Farina, Felice Bonetto et Emmanuel de Graffenried. Pour cette dernière épreuve de l'année, elles disposent également des réservoirs de grande capacité et, sont équipées de jantes de dix-huit pouces à l'avant comme à l'arrière, contrairement à la configuration habituelle dix-sept pouces à l'avant / dix-huit pouces à l'arrière; l'équipe craint en effet des problèmes d'usure rapide des pneus en course sur cette piste, et prévoit également l'utilisation de gommes dures.
- Ferrari 375 F1 "Usine"

La Scuderia Ferrari a engagé quatre monoplaces pour ses pilotes attitrés : Alberto Ascari, Luigi Villoresi, José Froilán González et Piero Taruffi. Développant environ 380 chevaux, leur moteur V12 atmosphérique est un peu moins puissant que le huit cylindres Alfa Romeo mais sa sobriété compense ce handicap. Une cinquième voiture était initialement inscrite à titre privé par Reg Parnell, mais le pilote britannique a finalement déclaré forfait.
- Simca-Gordini T15 "Usine"

Comme à Monza, Amédée Gordini a engagé trois monoplaces à moteur 4 cylindres suralimenté (environ 150 chevaux). Elles sont pilotées par Maurice Trintignant, Robert Manzon et André Simon.
- Talbot-Lago T26C

Plus d'un quart du plateau est constitué par les T26 à moteur atmosphérique (environ 280 chevaux au banc en version double allumage). Parmi les six monoplaces présentes, on retrouve les deux voitures de Louis Rosier (la seconde étant pilotée par Louis Chiron) et celle de l'Écurie Belge pour Johnny Claes. Les trois autres monoplaces sont engagées à titre privé par Yves Giraud-Cabantous, Philippe Étancelin et Georges Grignard, ce dernier faisant ici sa première apparition en championnat.
- Maserati 4CLT-48

La Scuderia Milano a engagé deux voitures pour les pilotes locaux Francisco Godia et Juan Jover, qui font leur première apparition en championnat. Ces monoplaces n'ont plus évolué depuis 1949, et sont totalement dépassées par la concurrence. Le Prince Bira pilote quant à lui la Maserati de l'écurie Siam, équipée du nouveau V12 atmosphérique O.S.C.A..
Le pilote brésilien Chico Landi devait piloter une 4CLT-48 de l'écurie Bandeirantes, mais sa voiture n'est pas arrivée.
- BRM P15 "Usine"

La marque britannique avait initialement engagé une P15 (V16 suralimenté, environ 450 chevaux au banc) pour son premier pilote Reg Parnell, mais a déclaré forfait à la suite du fiasco du Grand Prix d'Italie, où à la suite de problèmes de transmission les deux monoplaces n'avaient pu prendre le départ. Donnant la priorité à un programme de fiabilisation de ce modèle, l'équipe procède alors à de longues séances d'essais sur l'autodrome de Monza.

## Coureurs inscrits
| no | Pilote                  | Écurie                 | Constructeur  | Modèle              | N° châssis | Moteur         | Pneumatiques |
| -- | ----------------------- | ---------------------- | ------------- | ------------------- | ---------- | -------------- | ------------ |
| 2  | Alberto Ascari          | Scuderia Ferrari       | Ferrari       | Ferrari 375 F1      | 375/5      | Ferrari V12    | P            |
| 4  | Luigi Villoresi         | Scuderia Ferrari       | Ferrari       | Ferrari 375 F1      | 375/6      | Ferrari V12    | P            |
| 6  | José Froilán González   | Scuderia Ferrari       | Ferrari       | Ferrari 375 F1      | 375/7      | Ferrari V12    | P            |
| 8  | Piero Taruffi           | Scuderia Ferrari       | Ferrari       | Ferrari 375 F1      | 375/4      | Ferrari V12    | P            |
| 10 | Peter Whitehead         | Privé                  | Ferrari       | Ferrari 375 F1      | 125-C-02   | Ferrari V12    | P            |
| 12 | Maurice Trintignant     | Equipe Gordini         | Simca-Gordini | Simca-Gordini T15   | 12-GC      | Gordini L4s    | E            |
| 14 | Robert Manzon           | Equipe Gordini         | Simca-Gordini | Simca-Gordini T15   | 14-GC      | Gordini L4s    | E            |
| 16 | André Simon             | Equipe Gordini         | Simca-Gordini | Simca-Gordini T15   | 11-GC      | Gordini L4s    | E            |
| 18 | Prince Bira             | Écurie Siam            | Maserati      | Maserati 4CLT/48    | 1607       | O.S.C.A. V12   | P            |
| 20 | Nino Farina             | Alfa Romeo SpA         | Alfa Romeo    | Alfa Romeo 159M     | 117        | Alfa Romeo L8s | P            |
| 22 | Juan Manuel Fangio      | Alfa Romeo SpA         | Alfa Romeo    | Alfa Romeo 159M     | 113        | Alfa Romeo L8s | P            |
| 24 | Felice Bonetto          | Alfa Romeo SpA         | Alfa Romeo    | Alfa Romeo 159M     | 119        | Alfa Romeo L8s | P            |
| 26 | Emmanuel de Graffenried | Alfa Romeo SpA         | Alfa Romeo    | Alfa Romeo 159M     | 118        | Alfa Romeo L8s | P            |
| 28 | Louis Rosier            | Écurie Rosier          | Talbot-Lago   | Talbot-Lago T26C-DA | 110 053    | Talbot L6      | D            |
| 30 | Louis Chiron            | Écurie Rosier          | Talbot-Lago   | Talbot-Lago T26C    | 110 001    | Talbot L6      | D            |
| 32 | Yves Giraud-Cabantous   | Privé                  | Talbot-Lago   | Talbot-Lago T26C    | 110 009    | Talbot L6      | D            |
| 34 | Philippe Étancelin      | Privé                  | Talbot-Lago   | Talbot-Lago T26C-DA | 110 054    | Talbot L6      | D            |
| 36 | Johnny Claes            | Écurie Belge           | Talbot-Lago   | Talbot-Lago T26C-DA | 110 052    | Talbot L6      | D            |
| 38 | Georges Grignard        | Privé                  | Talbot-Lago   | Talbot-Lago T26C-DA | 110 051    | Talbot L6      | D            |
| 40 | Reg Parnell             | British Racing Motors  | BRM           | BRM P15             | 01         | BRM V16s       | D            |
| 44 | Francisco Godia         | Scuderia Milano        | Maserati      | Maserati 4CLT-48    | 1611       | Maserati L4s   | P            |
| 46 | Juan Jover              | Scuderia Milano        | Maserati      | Maserati 4CLT-48    | Milan      | Maserati L4s   | P            |
| 48 | Chico Landi             | Escuderia Bandeirantes | Maserati      | Maserati 4CLT-48    | ?          | Maserati L4s   | P            |

## Qualifications
Les séances de qualifications se déroulent le jeudi et le vendredi. Entre les deux favoris du championnat Juan Manuel Fangio (Alfa Romeo) et Alberto Ascari (Scuderia Ferrari), c'est le pilote Alfa qui se montre le plus rapide lors de la première journée, avec un temps de 2 min 17 s, à près de 166 km/h de moyenne, battant de plus de huit secondes le record de la piste réalisé l'année précédente par Ascari lors du Grand Prix de Penya-Rhin. Mais c'est le vendredi que ces champions vont donner leur maximum. Chez Ferrari, on a choisi de monter des jantes de seize pouces, contrairement aux jantes de dix-sept pouces habituelles : d'une part pour obtenir de meilleures accélérations sur ce circuit, mais aussi parce que cela atténue les efforts transmis au pont arrière, qui révèle des faiblesses sur le revêtement ondulé de cette piste. La Ferrari est plus performante dans cette configuration, Ascari et Fangio vont se livrer à fond dans cette lutte de prestige : leurs temps au tour vont progresser de façon spectaculaire, le pilote Ferrari réalisant finalement la meilleure performance, avec un tour à la moyenne remarquable de 174 km/h, seize seconde plus vite que la pole position qu'il avait réalisée en 1950 sur une voiture de même type ! Fangio, deuxième, est à plus d'une seconde et demie. Tous deux ont largement battu les plus optimistes prévisions des organisateurs, rendant obsolètes les imprimés officiels indiquant les moyennes au tour en fonction des temps réalisés ! Les autres concurrents sont éclipsés : troisième temps des essais, José Froilán González (Ferrari) est relégué à plus de trois secondes de son coéquipier, devançant de près d'une seconde Giuseppe Farina (Alfa Romeo), qui complète la première ligne. Pour les huit premières positions, l'alternance Ferrari / Alfa Romeo est d'ailleurs parfaitement respectée à l'issue de ces essais. Derrière les monoplaces italiennes, les Simca-Gordini se sont une nouvelle fois montrées plus rapides que les Talbot, rendant toutefois plus de deux secondes au kilomètre à la Ferrari d'Ascari. Les Maserati sont quant à elles totalement dépassées : plus lentes de quatre secondes au kilomètre, elles sont reléguées en fond de grille.

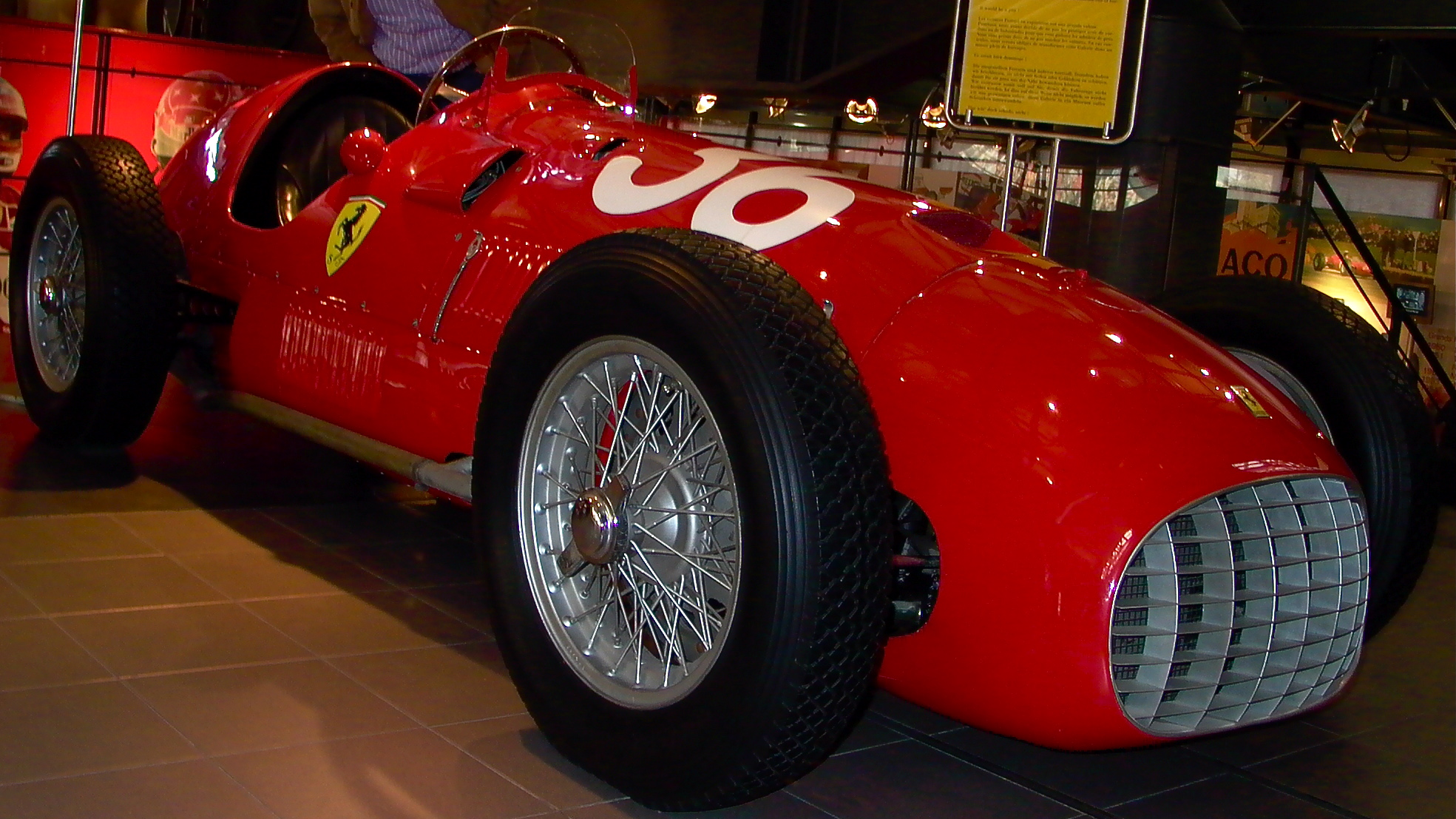
Au volant de la Ferrari 375 F1, Ascari a amélioré de 16 secondes le record de la piste.

| Pos. | no | Pilote                  | Écurie            | Temps         | Écart     |
| ---- | -- | ----------------------- | ----------------- | ------------- | --------- |
| 1    | 2  | Alberto Ascari          | Ferrari           | 2 min 10 s 59 |           |
| 2    | 22 | Juan Manuel Fangio      | Alfa Romeo        | 2 min 12 s 27 | + 1 s 68  |
| 3    | 6  | José Froilán González   | Ferrari           | 2 min 14 s 01 | + 3 s 42  |
| 4    | 20 | Giuseppe Farina         | Alfa Romeo        | 2 min 14 s 94 | + 4 s 35  |
| 5    | 4  | Luigi Villoresi         | Ferrari           | 2 min 16 s 38 | + 5 s 79  |
| 6    | 26 | Emmanuel de Graffenried | Alfa Romeo        | 2 min 16 s 40 | + 5 s 81  |
| 7    | 8  | Piero Taruffi           | Ferrari           | 2 min 16 s 80 | + 6 s 21  |
| 8    | 24 | Felice Bonetto          | Alfa Romeo        | 2 min 21 s 80 | + 11 s 21 |
| 9    | 14 | Robert Manzon           | Simca-Gordini     | 2 min 23 s 81 | + 13 s 22 |
| 10   | 16 | André Simon             | Simca-Gordini     | 2 min 24 s 60 | + 14 s 01 |
| 11   | 12 | Maurice Trintignant     | Simca-Gordini     | 2 min 25 s 25 | + 14 s 66 |
| 12   | 30 | Louis Chiron            | Talbot-Lago       | 2 min 30 s 32 | + 19 s 73 |
| 13   | 34 | Philippe Étancelin      | Talbot-Lago       | 2 min 31 s 00 | + 20 s 41 |
| 14   | 32 | Yves Giraud-Cabantous   | Talbot-Lago       | 2 min 32 s 18 | + 21 s 59 |
| 15   | 36 | Johnny Claes            | Talbot-Lago       | 2 min 34 s 46 | + 23 s 87 |
| 16   | 38 | Georges Grignard        | Talbot-Lago       | 2 min 36 s 58 | + 25 s 99 |
| 17   | 44 | Francisco Godia         | Maserati          | 2 min 37 s 45 | + 26 s 86 |
| 18   | 46 | Juan Jover              | Maserati          | 2 min 41 s 99 | + 31 s 40 |
| 19   | 18 | Prince Bira             | Maserati-O.S.C.A. | 2 min 45 s 99 | + 35 s 40 |
| 20   | 28 | Louis Rosier            | Talbot-Lago       | 2 min 46 s 78 | + 36 s 19 |

## Grille de départ du Grand Prix
| 1re ligne | Pos. 4                                  |                                     | Pos. 3                            |                                      | Pos. 2                               |                                  | Pos. 1                           |
|           | Farina Alfa Romeo 2 min 14 s 94         |                                     | González Ferrari 2 min 14 s 01    |                                      | Fangio Alfa Romeo 2 min 12 s 27      |                                  | Ascari Ferrari 2 min 10 s 59     |
| 2e ligne  |                                         | Pos. 7                              |                                   | Pos. 6                               |                                      | Pos. 5                           |                                  |
|           |                                         | Taruffi Ferrari 2 min 16 s 80       |                                   | Graffenried Alfa Romeo 2 min 16 s 40 |                                      | Villoresi Ferrari 2 min 16 s 38  |                                  |
| 3e ligne  | Pos. 11                                 |                                     | Pos. 10                           |                                      | Pos. 9                               |                                  | Pos. 8                           |
|           | Trintignant Simca-Gordini 2 min 25 s 25 |                                     | Simon Simca-Gordini 2 min 24 s 60 |                                      | Manzon Simca-Gordini 2 min 23 s 81   |                                  | Bonetto Alfa Romeo 2 min 21 s 80 |
| 4e ligne  |                                         | Pos. 14                             |                                   | Pos. 13                              |                                      | Pos. 12                          |                                  |
|           |                                         | Cabantous Talbot-Lago 2 min 32 s 18 |                                   | Étancelin Talbot-Lago 2 min 31 s 00  |                                      | Chiron Talbot-Lago 2 min 30 s 32 |                                  |
| 5e ligne  | Pos. 18                                 |                                     | Pos. 17                           |                                      | Pos. 16                              |                                  | Pos. 15                          |
|           | Emplacement vide                        |                                     | Godia Maserati 2 min 37 s 45      |                                      | Grignard Talbot-Lago 2 min 36 s 58   |                                  | Claes Talbot-Lago 2 min 34 s 46  |
| 6e ligne  |                                         |                                     | Pos. 20                           |                                      | Pos. 19                              |                                  |                                  |
|           |                                         |                                     | Rosier Talbot-Lago 2 min 46 s 78  |                                      | Bira Maserati-O.S.C.A. 2 min 45 s 99 |                                  |                                  |

## Déroulement de la course
Sur la distance de la course, les pilotes Alfa Romeo vont devoir ravitailler deux fois en carburant, tandis que les Ferrari, équipées pour l'occasion de gros réservoirs, ont une autonomie suffisante pour accomplir les 442 kilomètres.
Dix-neuf voitures seulement sont présentes sur la grille de départ, le pilote espagnol Juan Jover ayant déclaré forfait à la suite d'un problème de moteur sur sa Maserati. Trois cent mille spectateurs assistent à cette course, par un temps très chaud et ensoleillé.
José Froilán González (Ferrari) est le plus prompt à s'élancer, mais au premier freinage, au bout de la longue ligne droite, c'est son coéquipier Alberto Ascari qui s'impose, devant les Alfa Romeo de Giuseppe Farina et Juan Manuel Fangio. González, gêné, se retrouve sixième derrière l'Alfa Romeo de Felice Bonetto et la Ferrari de Luigi Villoresi. Les voitures repassent dans cet ordre devant les stands. Durant deux tours, Fangio reste sagement dans le sillage des deux leaders, mais dès le troisième tour il porte une attaque sur son coéquipier Farina et s'empare de la seconde place. Il bat au passage le record du tour, à plus de 169 km/h de moyenne. Revenu dans les roues d'Ascari, il a tout d'abord l'intention de le suivre, afin de ménager sa monoplace en début de course. Il remarque bientôt que les pneus de la Ferrari de tête se dégradent très rapidement par cette chaleur : l'équipe Ferrari a en effet monté des jantes de seize pouces pour la course, qui ont donné les meilleures performances aux essais, au lieu des habituelles jantes d'un plus grand diamètre ; mais avec le plein d'essence les pneus de seize pouces s'usent prématurément, et Fangio comprend immédiatement qu'ils ne pourront résister à un rythme soutenu. Dès le quatrième tour, il prend la tête et, confiant dans la tenue de ses gommes (les Alfa quant à elles sont équipées de grandes roues de dix-huit pouces), commence à creuser l'écart sur son rival.
Peu de temps après, effectivement, surviennent les soucis pour les pilotes Ferrari : c'est tout d'abord Piero Taruffi qui termine son sixième tour avec un pneu arrière déchiqueté et doit effectuer un premier passage au stand ; il perd vingt-quatre secondes mais conserve néanmoins sa huitième position. Au passage suivant, Villoresi rentre à son tour, un pneu arrière ayant déchapé ; il repart sixième, ayant perdu deux places. Toujours en seconde position, Ascari n'est pas épargné : à la fin de la neuvième boucle, il doit également faire remplacer ses pneumatiques ; il perd trente-deux secondes et chute en sixième position. Le choix de pneumatiques se révèle catastrophique pour la Scuderia, qui a misé sur une course non-stop et doit maintenant gérer trois à quatre arrêts par voiture ! Après dix tours, Ascari a pratiquement perdu tout espoir de disputer le titre mondial. Maintenant troisième, González semble un peu mieux loti, ses pneumatiques semblent avoir une meilleure tenue, mais à la fin du quatorzième tour il doit également s'arrêter pour en changer.
Dès lors, sauf incident, la victoire et le titre ne peuvent plus échapper à Fangio. Le maestro gère d'ailleurs parfaitement sa course : disposant d'une avance confortable sur son coéquipier, il adopte une allure très régulière, qui va lui permettre d'effectuer ses deux ravitaillements (aux vingt-neuvième et cinquante-troisième tours) en toute quiétude. Seule alerte pour le champion argentin : peu après la mi-course, la Simca-Gordini d'André Simon effectue une série de tête-à-queue devant lui ; avec sa clairvoyance habituelle, Fangio maintient son cap, et évite la monoplace en perdition. Dans le camp Ferrari, néanmoins, González n'a pas renoncé à la lutte. Malgré les changements de pneus, il ne s'est pas laissé distancer par Farina, et il va profiter du deuxième arrêt ravitaillement de ce dernier pour s'emparer de la seconde place. Dans un baroud d'honneur, il parviendra même à revenir à moins de trente secondes du leader en fin de course. Mais Fangio contrôle la situation, il accélère l'allure dans les derniers tours pour se mettre à l'abri de toute surprise, et c'est avec près d'une minute d'avance sur son compatriote qu'il remporte la course et le titre mondial. Farina, ralenti en fin d'épreuve par un embrayage défectueux, se classe troisième, dans le même tour que le vainqueur, devant Ascari qui accuse deux tours de retard à l'arrivée, ayant dû effectuer trois changements de pneus en course, et termine le visage couvert d'huile à force de s'être penché hors du cockpit pour surveiller l'état de ses pneumatiques !

### Classements intermédiaires
Classements intermédiaires des monoplaces aux premier, troisième, cinquième, dixième, vingtième, trentième, trente-cinquième, cinquantième et soixantième tours.

### Classement de la course

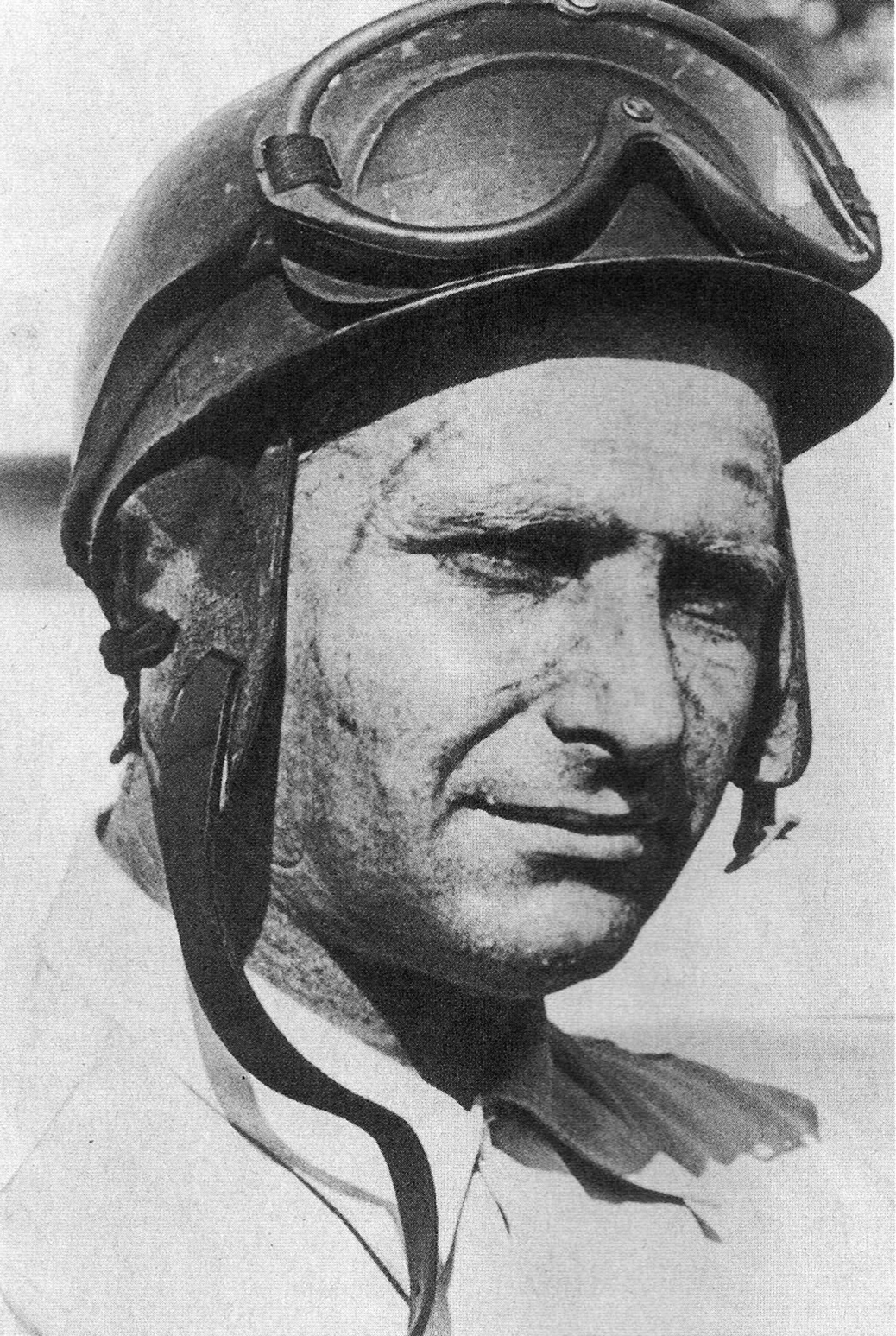
Une victoire synonyme de titre mondial pour l'Argentin Juan Manuel Fangio.

| Pos  | No | Pilote                  | Écurie            | Tours | Temps/Abandon                        | Grille | Points |
| ---- | -- | ----------------------- | ----------------- | ----- | ------------------------------------ | ------ | ------ |
| 1    | 22 | Juan Manuel Fangio      | Alfa Romeo        | 70    | 2 h 46 min 54 s 10                   | 2      | 9      |
| 2    | 6  | José Froilán González   | Ferrari           | 70    | 2 h 47 min 48 s 38 (+ 54 s 28)       | 3      | 6      |
| 3    | 20 | Giuseppe Farina         | Alfa Romeo        | 70    | 2 h 48 min 39 s 64 (+ 1 min 45 s 54) | 4      | 4      |
| 4    | 2  | Alberto Ascari          | Ferrari           | 68    | 2 h 47 min 06 s 2 (+ 2 tours)        | 1      | 3      |
| 5    | 24 | Felice Bonetto          | Alfa Romeo        | 68    | 2 h 47 min 46 s 7 (+ 2 tours)        | 8      | 2      |
| 6    | 26 | Emmanuel de Graffenried | Alfa Romeo        | 66    | 2 h 49 min 05 s 2 (+ 4 tours)        | 6      |        |
| 7    | 28 | Louis Rosier            | Talbot-Lago       | 64    | 2 h 47 min 26 s 1 (+ 6 tours)        | 20     |        |
| 8    | 34 | Philippe Etancelin      | Talbot-Lago       | 63    | 2 h 47 min 07 s 2 (+ 7 tours)        | 13     |        |
| 9    | 14 | Robert Manzon           | Simca-Gordini     | 63    | 2 h 48 min 16 s 2 (+ 7 tours)        | 9      |        |
| 10   | 44 | Francisco Godia         | Maserati          | 60    | 2 h 49 min 06 s 6 (+ 10 tours)       | 17     |        |
| Abd. | 4  | Luigi Villoresi         | Ferrari           | 48    | Allumage                             | 5      |        |
| Abd. | 16 | André Simon             | Simca-Gordini     | 48    | Moteur                               | 10     |        |
| Abd. | 36 | Johnny Claes            | Talbot-Lago       | 37    | Accident                             | 15     |        |
| Abd. | 8  | Piero Taruffi           | Ferrari           | 30    | Perte d'une roue                     | 7      |        |
| Abd. | 12 | Maurice Trintignant     | Simca-Gordini     | 25    | Moteur                               | 11     |        |
| Abd. | 38 | Georges Grignard        | Talbot-Lago       | 23    | Moteur                               | 16     |        |
| Abd. | 32 | Yves Giraud-Cabantous   | Talbot-Lago       | 7     | Accident                             | 14     |        |
| Abd. | 30 | Louis Chiron            | Talbot-Lago       | 4     | Allumage                             | 12     |        |
| Abd. | 18 | Prince Bira             | Maserati-O.S.C.A. | 1     | Moteur                               | 19     |        |
| Np.  | 46 | Juan Jover              | Maserati          | 0     | Moteur                               | 18     |        |

- Légende: Abd.= Abandon - Np.=Non partant

### Pole position et record du tour
- Pole position :  Alberto Ascari en 2 min 10 s 59 (vitesse moyenne : 174,114 km/h). Temps réalisé lors de la deuxième séance d'essais[6].
- Meilleur tour en course :  Juan Manuel Fangio en 2 min 16 s 93 (vitesse moyenne : 166,053 km/h) au troisième tour.

### Tours en tête
- Alberto Ascari : 3 tours (1-3)
- Juan Manuel Fangio : 67 tours (4-70)

## Classement final du championnat
| Pos. | Pilote                  | Écurie         | Points  | SUI | 500 | BEL  | FRA  | GBR  | ALL | ITA | ESP |
| ---- | ----------------------- | -------------- | ------- | --- | --- | ---- | ---- | ---- | --- | --- | --- |
| 1    | Juan Manuel Fangio      | Alfa Romeo     | 31 (37) | 9*  | -   | (1*) | (5*) | 6    | 7*  | -   | 9*  |
| 2    | Alberto Ascari          | Ferrari        | 25 (28) | -   | -   | 6    | 3    | -    | 8   | 8   | (3) |
| 3    | José Froilán González   | Ferrari        | 24 (27) | -   | -   | -    | (3)  | 8    | 4   | 6   | 6   |
| 4    | Giuseppe Farina         | Alfa Romeo     | 19 (22) | 4   | -   | 8    | (2)  | (1*) | -   | 3*  | 4   |
| 5    | Luigi Villoresi         | Ferrari        | 15 (18) | -   | -   | 4    | 4    | 4    | 3   | (3) | -   |
| 6    | Piero Taruffi           | Ferrari        | 10      | 6   | -   | -    | -    | -    | 2   | 2   | -   |
| 7    | Lee Wallard             | Kurtis Kraft   | 9       | -   | 9*  | -    | -    | -    | -   | -   | -   |
| 8    | Felice Bonetto          | Alfa Romeo     | 7       | -   | -   | -    | -    | 3    | -   | 2   | 2   |
| 9    | Mike Nazaruk            | Kurtis Kraft   | 6       | -   | 6   | -    | -    | -    | -   | -   | -   |
| 10   | Reg Parnell             | Ferrari & BRM¹ | 5       | -   | -   | -    | 3    | 2¹   | -   | -   | -   |
| 11   | Luigi Fagioli           | Alfa Romeo     | 4       | -   | -   | -    | 4    | -    | -   | -   | -   |
| 12   | Consalvo Sanesi         | Alfa Romeo     | 3       | 3   | -   | -    | -    | -    | -   | -   | -   |
|      | Andy Linden             | Sherman        | 3       | -   | 3   | -    | -    | -    | -   | -   | -   |
|      | Louis Rosier            | Talbot-Lago    | 3       | -   | -   | 3    | -    | -    | -   | -   | -   |
| 15   | Jack McGrath            | Kurtis Kraft   | 2       | -   | 2   | -    | -    | -    | -   | -   | -   |
|      | Manny Ayulo             | Kurtis Kraft   | 2       | -   | 2   | -    | -    | -    | -   | -   | -   |
|      | Emmanuel de Graffenried | Alfa Romeo     | 2       | 2   | -   | -    | -    | -    | -   | -   | -   |
|      | Bobby Ball              | Schroeder      | 2       | -   | 2   | -    | -    | -    | -   | -   | -   |
|      | Yves Giraud-Cabantous   | Talbot-Lago    | 2       | -   | -   | 2    | -    | -    | -   | -   | -   |

- attribution des points : 8, 6, 4, 3, 2 respectivement aux cinq premiers de chaque épreuve et 1 point supplémentaire pour le pilote ayant accompli le meilleur tour en course (signalé par un astérisque)
- Seuls les quatre meilleurs résultats sont comptabilisés. Juan Manuel Fangio doit donc décompter le point acquis en Belgique et les cinq points acquis en France, totalisant trente-et-un points effectifs pour trente-sept points marqués; de même, José Froilán González doit décompter les trois points acquis en France, Giuseppe Farina les deux points acquis en France et le point acquis en Grande Bretagne, Luigi Villoresi les trois points acquis en Italie et Alberto Ascari n'augmente pas son score à l'issue de l'épreuve espagnole.
- Le règlement permet aux pilotes de se relayer sur une même voiture, les points éventuellement acquis étant alors partagés. Jack McGrath et Manny Ayulo marquent chacun deux points pour leur troisième place à Indianapolis, Luigi Fagioli et Juan Manuel Fangio marquent chacun quatre points pour leur victoire en France, José Froilán González et Alberto Ascari marquent chacun trois points pour leur seconde place en France, Felice Bonetto et Giuseppe Farina marquent chacun deux points pour leur troisième place en Italie.

## À noter
- 6e victoire en championnat du monde pour Juan Manuel Fangio.
- 10e victoire en championnat du monde pour Alfa Romeo en tant que constructeur.
- 10e victoire en championnat du monde pour Alfa Romeo en tant que motoriste.
- À l'issue de cette course, Juan Manuel Fangio est champion du monde des pilotes.